# Esther González
Esther González, właśc. Esther González Rodríguez (ur. 8 grudnia 1992 w Huéscar) – hiszpańska piłkarka, występująca na pozycji napastniczki w amerykańskim klubie Gotham FC oraz w reprezentacji Hiszpanii. Uczestniczka Mistrzostw Świata 2023 oraz Mistrzostw Europy 2022 i 2025.

## Statystyki

### Klubowe
Na podstawie:
| Klub               | Sezonów | Liga                           | Liga  | Liga   | Puchar krajowy | Puchar krajowy | Kontynentalne | Kontynentalne | Suma  | Suma   |
| Klub               | Sezonów | Liga                           | Mecze | Bramki | Mecze          | Bramki         | Mecze         | Bramki        | Mecze | Bramki |
| ------------------ | ------- | ------------------------------ | ----- | ------ | -------------- | -------------- | ------------- | ------------- | ----- | ------ |
| Algaidas CD        | 2       | Segunda División Femenina      | ?     | ?      | ?              | ?              | –             | –             | ?     | ?      |
| Levante UD         | 2       | Liga F                         | 47    | 12     | ?              | ?              | –             | –             | 47    | 12     |
| Atlético Malagueño | 1       | Liga F                         | 34    | 12     | ?              | ?              | –             | –             | 34    | 12     |
| Sporting Huelva    | 1       | Liga F                         | 27    | 15     | ?              | ?              | –             | –             | 27    | 15     |
| Atlético Madryt    | 6       | Liga F                         | 108   | 43     | 4              | 1              | 8             | 1             | 120   | 45     |
| Levante UD         | 2       | Liga F                         | 53    | 29     | 7              | 1              | –             | –             | 60    | 30     |
| Real Madryt        | 2       | Liga F                         | 54    | 30     | 6              | 3              | 17            | 6             | 77    | 39     |
| Gotham FC          | 3       | National Women’s Soccer League | 39    | 21     | 6              | 2              | 6             | 3             | 51    | 26     |
|                    | Łącznie | Łącznie                        | 362   | 162    | 19             | 6              | 11            | 2             | 136   | 20     |

### Reprezentacyjne
Na podstawie:
| Mecze i gole w reprezentacji podczas Mistrzostw Świata 2023 | Mecze i gole w reprezentacji podczas Mistrzostw Świata 2023 | Mecze i gole w reprezentacji podczas Mistrzostw Świata 2023 | Mecze i gole w reprezentacji podczas Mistrzostw Świata 2023 | Mecze i gole w reprezentacji podczas Mistrzostw Świata 2023 | Mecze i gole w reprezentacji podczas Mistrzostw Świata 2023 | Mecze i gole w reprezentacji podczas Mistrzostw Świata 2023 | Mecze i gole w reprezentacji podczas Mistrzostw Świata 2023 |
| Lp.                                                         | Data                                                        | Miasto                                                      | Przeciwnik                                                  | Wynik                                                       | Gole                                                        | Inne                                                        | Faza rozgrywek                                              |
| ----------------------------------------------------------- | ----------------------------------------------------------- | ----------------------------------------------------------- | ----------------------------------------------------------- | ----------------------------------------------------------- | ----------------------------------------------------------- | ----------------------------------------------------------- | ----------------------------------------------------------- |
| 1.                                                          | 21.07.2023                                                  | Wellington                                                  | Kostaryka                                                   | 3:0 (3:0)                                                   | 27'                                                         |                                                             | Faza grupowa                                                |
| 2.                                                          | 31.07.2023                                                  | Wellington                                                  | Japonia                                                     | 0:4 (0:3)                                                   |                                                             |                                                             | Faza grupowa                                                |
| 3.                                                          | 11.08.2023                                                  | Wellington                                                  | Holandia                                                    | 2:1 (0:0)                                                   |                                                             |                                                             | Ćwierćfinał                                                 |
| 4.                                                          | 15.08.2023                                                  | Auckland                                                    | Szwecja                                                     | 2:1 (0:0)                                                   |                                                             |                                                             | Półfinał                                                    |
| 5.                                                          | 20.08.2023                                                  | Sydney                                                      | Anglia                                                      | 1:0 (1:0)                                                   |                                                             |                                                             | Finał                                                       |

## Sukcesy
Na podstawie:

### Klubowe
- Mistrzyni Hiszpanii 2016/17, 2017/18, 2018/19
- Mistrzyni USA 2023
- Puchar Królowej 2016

### Reprezentacyjne
- Mistrzostwo Świata 2023